# Urus Khan
Urus Khan was de achtste kan van de Witte Horde en maakte tevens aanspraak op de troon van de Blauwe Horde, hij was een directe nazaat van Dzjengis Khan via zijn oudste kleinzoon, Orda Khan.
Er is weinig bekend over zijn leven, behalve dat het een zeer machtige khan was die zo moedig was om tegen Timoer Lenk ten strijde te trekken om de uitlevering van zijn neef Tochtamysj te eisen. Tochtamysj had hem geprobeerd af te zetten en was daarna naar Timoer gevlucht. Urus Khan werd echter verslagen en stierf kort daarna.